# Kökényessy Ági
Kökényessy Ági (Budapest, 1967. augusztus 19. –) magyar színésznő, Jennifer Aniston állandó magyar hangja, a kalocsai KORONAFM100 rádióadó női hangja.

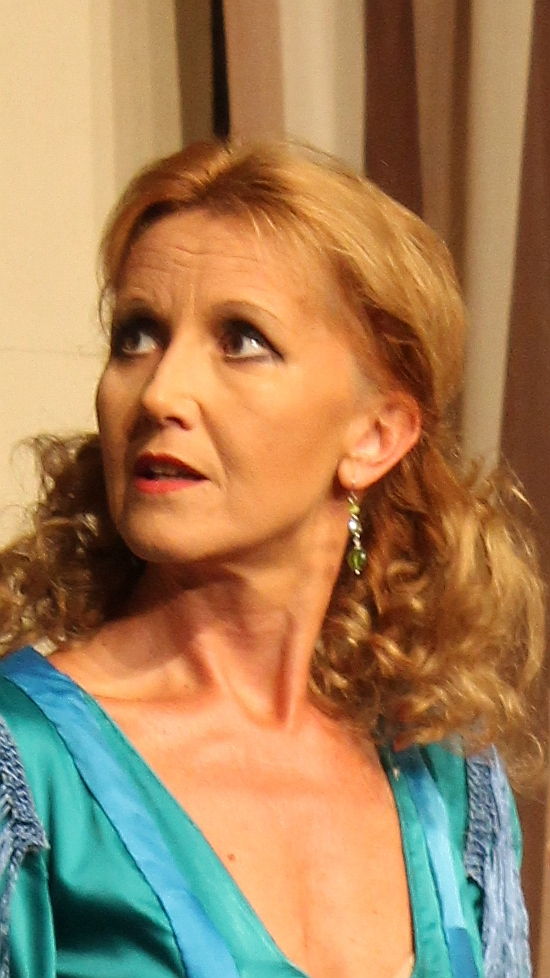
2014-ben

## Életpályája
Gyermekként a Magyar Rádió Gyermekkórusában énekelt. A Toldy Ferenc Gimnáziumban érettségizett, és tagja volt az iskola Zádor Istvánné vezette Toldy Teátrumának. A Színház- és Filmművészeti Főiskolán diplomázott 1989-ben, és még abban az évben a Madách Színházhoz szerződött. 1999-től szabafoglakozású színésznőként több társulattal is szerepelt, (Madách Színház, Budaörsi Latinovits Színház, Örkény István Színház, Játékszín, Magyar Színház, Hadart Művészeti Társulás, Aranytíz Színház, Spinoza Színház, Zenthe Ferenc Színház stb. 2012-2020 között az Újszínház művésze volt. 2020-tól a salgótarjáni Zenthe Ferenc Színház tagja.
A színészet mellett rendezéssel is foglalkozik. Különleges és kifejezetten kellemes hangja miatt gyakran hívják szinkronizálni (8 éves korában már a Mikrobi című rajzfilmsorozat egyik főszereplőjeként szinkronizált).

## Családja
Édesapja Kökényessy Ferenc rendező, édesanyja Dávid Ágnes színésznő, férje Cserháti Miklós balett-táncos, akitől született a fia, Gergely (2002).

## Színházi szerepei
- Albert Péter: Hangemberek – Simongáti Emese (Sztár Színésznő)
- Andrew Lloyd Webber–Tim Rice: József és a színes, szélesvásznú álomkabát – Potifárné
- Anthony Marriott - Alistair Foot: Csak semmi szex, angolok vagyunk – Susan
- Arthur Miller: Édes fiam – Sue Bayliss
- Arthur Miller: Pillantás a hídról - Beatrice
- Claude Magnier: Oscar – Madame Barnier
- Csukás István: Ágacska – Pösze egér
- Dan Goggin: Apácák – Mária Lea nővér
- Dario Niccodemi: Hajnalban, délben, este – Anna
- Elías Snaeland Jónsson: "Madarak haláltusája" – Anya
- Erich Kästner: Emil és a detektívek – Kalapocska
- Fazekas Mihály - Schwajda György: Ludas Matyi – Anyóka, Javasasszony
- Fésűs Éva: A palacsintáskirály – Lapockáné
- Garcia Lorca: Bernarda Alba háza – Adéla
- Georges Feydeau: Az úr vadászni jár – Leontine
- Georges Feydeau: Fel is út, le is út! – Viviane
- Giulio Scarnicci - Renzo Tarabusi: Kaviár és lencse – Fiorella
- Görgey Gábor: Wiener Walzer – Kis nő
- Gyökössy Zsolt: A második teríték – Rita Adam
- Gyurkovics Tibor: Kreutzer szonáta - Jelizaveta Szergejevna
- Heltai Jenő: Az édes teher – Babér Böske
- Isabelle Le Nouvel: Skót mámor – Florance
- Jean Cocteau: Rettenetes szülők – Yvonne, az anya
- Jean Kerr: Mary, Mary – Tiffany Richards
- Jevgenyij Lvovics Svarc: Hétköznapi csoda – Hercegkisasszony
- Jiří Voskovec - Jan Werich: A nehéz Barbara – Siska
- Juhász István: Feri világgá megy – Csilla bűvész
- Karinthy Frigyes - Molnár Ferenc: Pesti Orfeum – szereplő
- Kocsis István: A királynő aranyból van (Stuart Mária) – Erzsébet (Anglia királynője)
- Kocsis István: Az áldozat – Csenge
- Lázár Ervin: A Négyszögletű Kerek Erdő – Mikkamakka
- Marc Camoletti: Leszállás Párizsban – Judith
- Mel Brooks - Thomas Meehan: Producerek – Ölelj-Csókolj
- Mikszáth Kálmán: A Noszty fiú esete Tóth Marival – Tóthné Kohlbrunn Krisztina
- Molnár Ferenc: Az üvegcipő – Viola
- Moravetz Levente Jöhetsz drágám! – Jolán, a feleség
- Müller Péter – Tolcsvay László – Müller Péter Sziámi: Isten pénze – Mosónő
- Neil Simon: Pletyka - Claire Ganz
- Noël Coward: Akt hegedűvel – Jane Sorodin
- Noël Coward: Szénaláz – Sorel
- Nyirő József Jézusfaragó ember – Véri
- Páskándi Géza: A királylány bajusza – Terebély királyasszony
- Pozsgai Zsolt: Fekete méz – Báthori Zsófia
- Pozsgai Zsolt: Meztelen éj ... Mozart – Constanze
- Pozsgai Zsolt: Szeretlek, színház – Bárány Katica
- Ray Cooney: Páratlan páros 1. – Mary Smith
- Ray Cooney: Páratlan páros 2. – Mary Smith
- Ray Cooney – John Chapman: Ne most, drágám! – Sue Lawson; Miss Tippdale
- Stéphane Laporte – Patrick Laviosa: Pánik a fedélzeten - Josephin
- Szigligeti Ede: Liliomfi – Erzsi
- Tamási Áron - Pozsgai Zsolt: Ábel – Édes
- Thuróczy Katalin: Keszekusza varázspálcája – Katica
- T. S. Eliot – Andrew Lloyd Webber: Macskák – Gimb-Gömb, Lengelingéna
- Vaszary János: A vörös bestia – Lambertné
- Verebes István: Senki sem tökéletes, avagy nincs, aki hűvösen szereti - Virág
- Zerkovitz Béla: Csókos asszony – Pünkösdi Kató

## Rendezéseiből
- Szőke István Attila: Országjáró Mátyás király
- Topolcsányi Laura: A toll
- Topolcsányi Laura: Bubamara
- Dan Goggin: Apácák
- Csukás István - Kökényessy Ági - Bártfay Rita: A Nagy Ho-ho-ho Horgász Télen-Nyáron

## Televízió
- Mikrobi: Peppe (hang) (1975–1976)
- Vakáción a Mézga család: Gazdag hajós lánya (hang) (1980)
- Nyári keringő: (1987)
- Szomszédok: Gitta (1988) (27.-31. fejezet)
- Peer Gynt: Esztenás lány (1988)
- Családi kör: (1990)
- Hamis a baba: Pincérnő (1991)
- Szeszélyes évszakok: Nővér (1991–1992)
- Istenszerelem: Perszephoné (1993)
- Szent Gellért legendája: Énekes Leány (1994)
- Ártatlan szélhámosok: Pincérnő (1994)
- Raszputyin: Prostituált (1996)
- Kisváros: Tasi Mihályné (1998)
- Limonádé: Aliz (2002–2003)
- Barátok közt: Takács Sarolta (2009–2010)
- Jóban Rosszban:
- A mi kis falunk: Hatvani Mária (2024)

## Szinkronszerepei

### Film
- A bamba banda: Cate – Jennifer Love Hewitt
- A boldogság sosem jár egyedül: Charlotte – Sophie Marceau
- A csendőr nyugdíjban: Miniszter barátnője (első magyar változat, MTV2, 1991)
- A csendőr és a csendőrlányok: Az egyik turistanő
- A gyilkosság filozófiája: Ellen Birch – Minnie Driver
- A medence: Pénélope – Jane Birkin
- A minden6ó: Grace Conelly – Jennifer Aniston
- A túszok ára: Rita – Debi Mazar
- 187: Ellen Henry – Kelly Rowan
- Arcátlan: Grace – Alyssa Milano
- Alex és Emma – Regény az életünk: Polina Delacroix – Sophie Marceau
- Anyák elszabadulva: Jamie – Molly Shannon – Lucy Liu
- Anyák napja: Sandy Newhouse – Jennifer Aniston
- Alice: Dorothy – Blythe Danner (harmadik szinkron)
- Álmatlanságaim hercege: Allison – Jennifer Aniston
- Állati nyomozás: Susan – Kari Coleman
- A párizsi diáklány: Valentine Ezquerra – Sophie Marceau
- Apócák a pácban: Michelle – Tatiana Strauss
- A Sógorok réme: Evangeline „Eva” Dandrige – Gabrielle Union
- A Fantasztikus Négyes és az Ezüst Utazó: Láthatatlan (Marvel Comics) – Jessica Alba
- A hetedik pecsét: Karin – (Inga Landgré)
- A hullahó-akció: Zoe Harlow – Lucy Liu
- A holló 2. – Az angyalok városa: Sarah – Mia Kirshner
- A Keselyű három napja: Janice Chon – Tina Chen (második magyar hang, 2001)
- A kíméletlen: Nathalie – Anne Parillaud (második szinkron)
- A koszorúslányok bosszúja:
- Alkalmi randevú: Abby – Jessica Capshaw
- A Megtorló – Háborús övezet: Angela Donatelli – Julie Benz
- A lekoptathatatlan: Sue Claussen – Jennifer Aniston
- A rettenthetetlen: Isabelle hercegnő – Sophie Marceau
- A ruhakészítő: Myrtle 'Tilly' Dunnage (Kate Winslet) (harmadik szinkron, 2019)
- A 401-es szoba titka: Lucie / Victoria – Sophie Marceau
- A szabadság útjai: Milly Campbell – Kathryn Hahn
- A szentfazék: Kate Newell – Kelly Preston
- A vasöklű férfi: Madam Blossom – Lucy Liu
- A világ nem elég: Elektra King – Sophie Marceau
- A vágy villamosa: Stella Kowalski – Kim Hunter (harmadik magyar változat, 2013)
- Az élet hőse: Melody Brooks - Phoebe-Rae Taylor
- Az őserdő hőse: Ursula Stanhope – Leslie Mann
- Az utolsó cserkész: Cory – Halle Berry (első szinkron, 1992)
- Azt beszélik: Sarah Huttinger – Jennifer Aniston
- Árnyékfeleség: Connie Doyle (Patricia Winterbourne) – Ricki Lake
- Bad Boys – Mire jók a rosszfiúk?: Theresa Burnett – Theresa Randle (második szinkron, 1997–2000)
- Ballistic – Robbanásig feltöltve: Sever ügynök – Lucy Liu
- Belphégor – A Louvre fantomja: Lisa / Belphégor – Sophie Marceau (második hang, 2005)
- Beépített hiba: Penny Kimball – Reese Witherspoon
- Bérgyilkosok: Electra – Julianne Moore
- Boldog-boldogtalan: Andrea – Lucy Liu
- Boldogság bármi áron: Claire Simmons – Jennifer Aniston
- Börtöncsapda: Amanda Beckett – Cynthia Gibb
- Buffy, a vámpírok réme: Buffy Summers – Kristy Swanson
- Charlie angyalai: Alex Munday – Lucy Liu
- Charlie angyalai: Teljes gázzal: Alex Munday – Lucy Liu
- Családi üzelmek: Sarah "Rose" O'Reilly – Jennifer Aniston
- Csábítunk és védünk: Rose Cooper – Reese Witherspoon
- Csontok és skalpok: Kathryn Morris – Lorna Hunt
- Derült égből Polly: Polly Prince – Jennifer Aniston
- Derült égből szerelem: Eloise Chandler – Jennifer Aniston
- D'Artagnan lánya: Eloïse d'Artagnan – Sophie Marceau
- Doktor Szöszi: Elle Woods – Reese Witherspoon
- Doktor Szöszi 2.: Elle Woods – Reese Witherspoon
- Domino: Taryn Mills – Lucy Liu
- Drágán add a rétedet: Felder – Angela Kinsey
- Dumplin’ – Így kerek az élet: Rosie Dickson – Jennifer Aniston
- Dzsungelláz: Angie Tucci – Annabella Sciorra
- Egy zsaru bőréért: Charlotte – Anne Parillaud (második szinkron, 1997)
- Exférj újratöltve: Nicole Hurley – Jennifer Aniston
- Édes kis malackám: Annie – Reese Witherspoon
- Én és én meg a tehén: Amy – Alyssa Milano (második hang)
- Én, Earl és a csaj, aki meg fog halni: Denise – Molly Shannon
- Értelem és érzelem: Marianne Dashwood – Kate Winslet
- Fame – Hírnév: Ms. Fran Rowan – Megan Mullaly
- Fanfan: Fanfan – Sophie Marceau
- Fantasztikus Négyes: Susan Storm / Láthatatlan	- Jessica Alba
- Fantasztikus labirintus: Sarah – Jennifer Connelly (első magyar változat, MOKÉP, 1987)
- Fantom az éjszakában: Irene DaSilva – Lindsay Wagner (második szinkron)
- Fedőneve: Takarító: Gina – Lucy Liu
- Felkoppintva: Debbie – Leslie Mann
- Fritz, a macska: Harriet – Mary Dean
- Folytassa, Kolumbusz!: Joanna grófnő – Su Douglas (második szinkron)
- Foglalkozása: bűnbak: Gyerekpszichológus – Alice Pol
- Förtelmes főnökök: Dr. Julia Harris – Jennifer Aniston
- Förtelmes főnökök 2.: Dr. Julia Harris – Jennifer Aniston
- Füst: Violet – Mel Gorham
- Gagyi mami 2.: Leah Fuller – Emily Procter
- Gengszterek fogadója: Hanne – Sofie Gråbøl
- Grand Canyon: Dee – Mary-Louise Parker
- Gólyák: Sarah Gardner – Jennifer Aniston
- Gyagyás gyilkosság: Audrey Spitz – Jennifer Aniston
- 187: Ellen Henry – Kelly Rowan
- Gyagyás gyilkosság 2.: Audrey Spitz – Jennifer Aniston
- Gyerekek vagy egyebek: Ariane Marciac – Sophie Marceau
- Gyilkos kobold: Tory Reding – Jennifer Aniston
- Házibuli 2. – A házibuli folytatódik: Vic Beretton – Sophie Marceau (első szinkron, 1984)
- Hétmérföldes szerelem: Corinne – Christina Applegate
- Ha igaz volna: Dr. Elizabeth Masterson – Reese Witherspoon
- Halhatatlan szerelem: Helen – Isabel Glasser
- Hegedűs a háztetőn: Hodel – Michele Marsh (első szinkron, 1990)
- Hegyek pokla: Sarah – Rae Dawn Chong
- Hegylakó 4. – A játszma vége: Heather MacLeod – Beatie Edney (második magyar változat, 2020)
- Hivatali karácsony: Carol Vanstone – Jennifer Aniston
- Hivatali patkányok: Joanna – Jennifer Aniston
- Hippi-túra: Linda Gergenblatt – Jennifer Aniston
- Howard, a kacsa: Beverly Switzler – Lea Thompson
- Holdfény és Valentino (A Hold színei]]: Lucy Trager – Gwyneth Paltrow
- Hook: Fiatal Wendy / Peter anyja – Gwyneth Paltrow
- Hóbarát: Gabby Frost – Kelly Preston
- Huncut világ: Lonette – Candi Milo
- Így jártam a mostohámmal: Violette – Julie Delpy
- Jesse James meggyilkolása, a tettes a Gyáva Robert Ford: Zee James – Mary-Louise Parker
- Jelenlét: Rebekah Payne – Lucy Liu
- Jóbarátnők: Olivia – Jennifer Aniston
- Karácsonyi csínytevő: Kate Dove – Shannen Doherty
- Kitúr-lak: Jessie Bannister – Kirstie Alley (második magyar változat, MGM)
- Ki nevet a végén?: Laura – Leslie Mann
- Enigma: Hester Wallace – Kate Winslet
- Hófehérke és a hét törpe: Hófehérke felnőttként – Sarah Patterson (első szinkron)
- Rajzás: Sadie Blake – Lucy Liu
- Reszkess, Amerika!: Rosalind / Julia – Christina Applegate
- Kellékfeleség: Katherine Murphy – Jennifer Aniston
- Kettős élet: Valerie Mass – Aunjanue Ellis-Taylor
- Kék Hawaii: Malie Duval - Joan Blackman
- Kémes hármas: Lauren – Reese Witherspoon
- Kémnők: Louise Desfontaines – Sophie Marceau
- Kisiklottak: Lucinda Harris / Jane – Jennifer Aniston
- Kill Bill 1.: O-Ren Ishii – Lucy Liu
- Kill Bill 2.: O-Ren Ishii – Lucy Liu
- Kockázatos üzlet: Lana – Rebecca De Mornay (magyar hang ?)
- Komolytalan komornyik: Anne Jamieson – Brooke Shields
- Kutyába se veszlek (A veszett kutya): Lila Dubois – Sophie Marceau
- Külön vakáció: Karen – Laurie Holden
- Lángoló agy: Giselle – Jenn MacLean-Angus
- Lepattintva: Liz Bretter – Liz Cackowski
- Légypapír: Dot – Lucy Liu
- Nagy zűr kis Kínában: Margo – Kate Burton (első szinkron, 1992)
- Nálad vagy nálam?: Debbie Dunn – Reese Witherspoon
- Ne nézz vissza!: Jeanne No 1. – Sophie Marceau
- Magánbeszélgetés: Ann – Cindy Williams (második szinkron, 1997–2001)
- Marquise: Marquise du Parc – Sophie Marceau
- Marley meg én: Jennifer Grogan – Jennifer Aniston
- Menők, mint mi: Lainee Diamond – Claire Danes (első hang)
- Mézengúz: Trudy – Megan Mullaly
- Mint a tűz: Karla Withers nyomozó – Kate Hodge
- Minden lében két kanál:
- Mióta távol vagy: Jane Hilton – Jennifer Jones
- Mindenütt nő: Melanie Smooter – Reese Witherspoon
- Megőrjít a csaj: Jane Claremont – Jennifer Aniston
- Nem kellesz eléggé: Beth Bartlett – Jennifer Aniston
- 40 és annyi: Debbie – Leslie Mann
- Nagymenők: Janice Rossi – Gina Mastrogiacomo (ötödik szinkron, 2010)
- Nekem 8: Ann Beam – Kelly Preston (első magyar hang, HBO)
- Négy karácsony: Kate – Reese Witherspoon
- Oliver története: Joanna Stone – Nicola Pagett
- Ördöglakat: Pamela Hobbs – Reese Witherspoon
- Ő az igazi: Renee Fitzpatrick – Jennifer Aniston
- Pancsolj, pancser!: Hugo Dugay – Alyssa Milano
- Papírhold: Addie Loggins – Tatum O’Neal (első szinkron, 1979)
- Papa, én nő vagyok!: Katie Simpson – Ami Dolenz (első szinkron, 1990)
- Pizzarománc: Dora – Alyssa Milano
- Pókember 3.: Gwen Stacy – Bryce Dallas Howard
- RED: Sarah Ross – Mary-Louise Parker
- Rendőrakadémia 4. – Zseniális amatőrök az utcán: Nővér – Carolyn Scott
- Rémálom az Elm utcában 2. – Freddy bosszúja: Lisa Webber – Kim Myers (magyar hang, VICO)
- Rémálom az Elm utcában 5. – Az álomgyerek: Greta Gibson – Erika Anderson (első szinkron, Mafilm Audio Kft., 1992)
- RED 2.: Sarah Ross – Mary-Louise Parker
- R.I.P.D. – Szellemzsaruk: Mildred Proctor – Mary-Louise Parker
- Rossz kisfiú: Lucy Stevens – Mary-Louise Parker
- Shazam! Az istenek haragja: Kalüpszó – Lucy Liu
- Sejtcserés támadás: Kassie Larson – Jennifer Aniston
- Sikoly 4.: Rebecca Walters – Alison Brie
- Sivatagi madarak: Maureen Murphy – Jennifer Aniston
- Spionfióka: Melissa Tyler – Cynthia Preston
- Superfly: Mason nyomozó – Jennifer Morrison
- Szakíts, ha bírsz: Brooke Meyers – Jennifer Aniston
- Szentivánéji álom: Hippolüté – Sophie Marceau
- Szellem a házban: Helen Schlegel – Helena Bonham Carter
- Szellemirtók: Janine Melnitz (harmadik szinkron, 2009)
- Szellemirtók: Ismeretlen szereplő (első szinkron, 1989)
- Szerepcsere: Ophelia – Jamie Lee Curtis (második szinkron)
- Szívedbe zárva: Elizabeth Rueland – Joely Richardson (második magyar változat, Zone stúdió)
- Szudán elveszett fiai: Carrie Davis – Reese Witherspoon
- Született bűnözők: Margaret "Mickey" Dawson – Jennifer Aniston
- Taxi 3.: Oiu – Bai Ling
- Timecode: Cherine – Leslie Mann
- Titkos imádó: Deborah Anne Fimple – Kelly Preston (első hang)
- Tini boszorkányok: Randa – Lisa Fuller (első szinkron)
- Tombstone – A halott város: Josephine Marcus – Dana Delany
- Tucatjával olcsóbb 2.: Sarina Murtaugh – Carmen Electra
- Újra otthon: Alice Kinney – Reese Witherspoon
- Vágyaim netovábbja: Nina Borowski – Jennifer Aniston
- Véres játék: Janice Kent – Leah Ayres (második szinkron)
- Vérfagyasztó: Gabriela – Angela Jones
- Végzetes szenvedély: Amy Fisher – Alyssa Milano
- Vissza a jövőbe II.: Spike – Darlene Vogel (első szinkron, 1990)
- X-Men 2.: Yuriko Oyama/Halálcsapás – Kelly Hu
- Zöld hentesek: Tina – Bodil Jørgensen
- Zűrös kamaszok: Anne – Sophie Marceau (első hang)
- Zsebpénz: Sylvie anyja – Katy Carayon (harmadik szinkron)

### Sorozat
- Amanda O: Ines – Julieta Zylberberg
- A bestia: Paula – Alessandra Negrini
- Acapulco szépe: Ana Cristina Rivera Hill – Lisette Morelos
- Alaszka aranya: Frances Ella 'Fizzy' Fitz – Alyssa Milano
- A férfi fán terem: Marin Frist – Anne Heche
- A Grace klinika: Dr. Arizona Robbins – Jessica Capshaw
- Aktuális csízió:
- A homok titkai: Arlete Assunção – Thaís de Campos
- A stúdió: Claire Harper – Jennifer Aniston
- A suli: Camilla Croft – Cheryl Pollak
- A szerelem nevében: Luz Laguillo – Natalia Esperón
- A szupercsapat: Amy Amanda Allen – Melinda Culea
- A telhetetlen: Coralee Huggens-Armstrong – Alyssa Milano
- A törvény embere: Winona Hawkins – Natalie Zea
- A nyomkereső: Mabel Dunham – Laurie Holden
- Bűbájos boszorkák: Phoebe Halliwell – Alyssa Milano
- Bűnös szerelem: Rossy – Hannah Zea
- Castle: Kyra Blaine – Alyssa Milano
- Cupido és Kate: Cynthia – Joanna Going
- Dallas: Sylvia  "Sly" Lovegren – Deborah Rennard (első hang)
- Don Matteo: Laura Respighi – Milena Miconi
- Dirt: A hetilap: Tina Harrod – Jennifer Aniston
- Egy negyvenes nő és a flört: Jackie Laurens – Heather Locklear
- Egy úr az űrből: Mindy McConnell – Pam Dawber (második magyar szinkron, TV2 1998)
- Ezüst csengettyűk: Catherine O'Mara – Anne Heche
- Égető szerelem: Dana – Jennifer Aniston
- Észak és Dél: Willa Parker – Rya Kihlstedt
- Gyilkos számok: Liz Warner – Aya Sumika
- Hatalmas kis hazugságok: Madeline Martha Mackenzie – Reese Witherspoon
- Haszonlesők: Mavis Moulterd – Fleur Bennett[6]
- Hélène és a fiúk: Laly – Laly Meignan
- Herkules:
- Időről időre: Brooke Monroe – Jennifer Ferrin
- Jóbarátok: Rachel Karen Green – Jennifer Aniston
- Kedves ellenség: Clara – Raquel Pankowsky
- Kettős élet: Sofía – Dobrina Cristeva
- Ki vagy, doki?: Donna Noble – Catherine Tate
- Magnum: Maggie Poole – Jean Bruce Scott
- María del Carmen: Déborah Falcón de Rivero – Nailea Norvind
- Máris hiányzol!: Jane Claremont – Alyssa Milano
- Második esély: Marcia Hernández – Catherine Siachoque (Magyar hang): Zone Romantica
- Másnak tűnő szerelem: Cynthia Rico – Vanessa Villela
- Megőrülök érted: Jamie Stemple Buchman – Helen Hunt
- Melrose Place: Jennifer Mancini – Alyssa Milano
- Mick kell a gyereknek!: Poodle – Tricia O'Kelley
- Nancy ül a fűben: Nancy Botwin – Mary-Louise Parker
- Peter Strohm: Madeleine Kolonek – Maria Ketikidou
- Pokolba a szépfiúkkal!: Andrea – Tania Vázquez
- Polip: Ellis – Lara Wendel
- Sarokba szorítva: Marfil Mondragón de Irázabal / Déborah Mondragón de Dávila – Maritza Rodríguez
- Sherlock és Watson: Dr. Joan Watson – Lucy Liu
- Star Trek: Voyager: B'Elanna Torres – Roxann Dawson
- Sam Fox extrém kalandjai: Laura Fox – Tiffany Knight
- Szerelmek Saint Tropez-ban: Caroline Drancourt – Adeline Blondieau
- Szulejmán: Nigar Kalfa – Filiz Ahmet
- Született szinglik: Glenn – Jennifer Aniston
- Talpig férfi: Joyce Newman – Lucy Liu
- Tudorok: Tudor Margit skót királyné – Gabrielle Anwar
- Twin Peaks: Shelly Johnson – Mädchen Amick
- Utolsó vérig: Dr. Antonia Villarroel – Maritza Rodríguez
- Vad szív: Regina Montes de Oca – Aracely Arámbula
- Varázslók a Waverly helyből: Cindy van Heusen – Anne Ramsay
- Vészhelyzet Mexikóban: Susana – Iliana Fox
- Will és Grace: Karen Walker – Megan Mullally (második hang)
- Zárt ajtók mögött: Carmen – Adriana Oliveros

### Anime és rajzfilm
- A Bosco léghajó kalandjai: Pegazus – Curu Hiromi
- Alvin és a mókusok:
- Alvin és a mókusok a világ körül: Brittany – Janice Karman
- A dinoszauruszok királya – Dr. Reese Drake Komijana Eri (japán hang) / Rachael Lillis (angol hang) (magyar hang, második évad)
- A rongybabák kalandjai – Lorelei
- Aranyfürt királykisasszony és a fürtöcskék: Fodroska. Az egyik fürtöcske (első magyar változat, MTV2, 1992)
- Animánia:
- Álomőrzők:
- A Madagaszkár pingvinjei: Kitka – Kari Wahlgren
- A mackócsalád – Dörmögi mama
- Alfréd, a kacsa – Jersomina
- Afro szamuráj: Feltámadás: Szio – Lucy Liu
- Babar Flóra (Flora)
- Barátom, Charlie Brown: Az egyik betűző versenyző lány
- Barbie and the Rockers – Barbie
- Bleach – Dark
- Bori:
- Cindy meséi: Ertha – Robyn Moore
- Crash Canyon (Sheila)
- Chip és Dale – A Csipet Csapat:
- Denver, az utolsó dinoszaurusz:
- Dexi és Bumbi – Cicmic
- Dragon Ball: Mai Eiko Yamada (japán hang) / Teryl Rothery / Julie Franklin (angol hang)
- Egér-úti kalandok – MacKenzie
- Én kicsi pónim:
- Én kicsi pónim: Varázslatos barátság: Chrysalis királynő (Kathleen Barr) (6. évad) / Windy Whistles (Sarah Edmondson)
- Family Guy: Reese Witherspoon
- Fuss, ha kedves az életed, Charlie Brown!: Lucy van Pelt – Melanie Kohn
- Fürkészszárny: Dr. Sara Bellum (Jodi Carlisle)
- Hófehérke és a hét törpe: Hófehérke felnőttként – Sarah Patterson (első szinkron)
- Gondos bocsok – Szíves, színes bocsok: Kis Puszi bocs
- Hupikék törpikék:
- Dragon Ball – Meil
- Ebek közt a legszemtelenebb – Connie – Shawn Southwick
- Kalandok Álomerdőben – Mária (Maria)
- Kung Fu Panda – Vipera
- Kung Fu Panda 2. – Vipera mester – Lucy Liu
- Kung Fu Panda 3. – Vipera mester – Lucy Liu
- Kung Fu Panda 4. – Vipera mester – Lucy Liu
- Kung Fu Panda Ünnepe – Vipera mester – Lucy Liu
- Kung Fu Panda – A rendkívüliség legendája: Vipera – Lucy Liu
- Könyvek könyve: Szűz Mária / Ismeretlen szereplő
- Lego: Hero Factory: Natalie Breez
- Maci Laci kincset keres:
- Macskakalandok: Sonja – Marilyn Lightstone
- Marsupilami: Felicia Devort (3–4. évad)
- Mia és én – Mayla királynő Linda Ballantyne (1. évad) Jodi Krangle (2. évad) Marty Sandler (3. évad)
- Heathcliff – A csacska macska – Sonja (2. évad, 13 epizód, 1992)
- Mikrobi – Peppe
- Négy és fél barát – Ms. Janis
- Nils Holgersson csodálatos utazása a vadludakkal –
- Pico és Kolumbusz – Marilyn – Katja Nottke (németül) / Irene Cara (angolul)
- Scooby-Doo és (sz)társai: Lucy Liu (Önmaga)
- Super 4 –
- Szivárványocska és a Csillagtörpe: Sárgácska – Mona Marshall
- Született kémek –
- Tom Sawyer kalandjai – Becky Thatcher – Jane Harders
- Tökfej tesók –
- Vízcsepp Mester – Hold istennő
- Winx Club – Diaspro (első magyar szinkronváltozat, harmadik évad, RTL), Cassandra Morris, második hang
- Parkműsor: Dolgozó az okmányirodában
- Sailor Moon – Kino Makoto, Meió Szecuna (Sinóhara Emi (japán hang), (Kosimizu Ami), (japán hang, (SMC) / Sailor Pluto, Meió Szecuna (japán hang, Kavasima Csijokó, (Ai Maeda, (japán hang, SMC)
- South Park – Sharon Marsh
- South Park – Nagyobb, hosszabb és vágatlan: Sharon Marsh

### Narrátor
- Család és otthon – M1

## Díjai, kitüntetései
- A Magyar Érdemrend lovagkeresztje (2018)